# Ondernemingsraad (België)
De ondernemingsraad (OR) is in België een van de modellen van personeelsvertegenwoordiging in een bedrijf.
Zodra een onderneming of een technische bedrijfseenheid (filiaal van de onderneming) gemiddeld 100 werknemers heeft, moet de onderneming een ondernemingsraad oprichten.
De ondernemingsraad heeft ruime verplichtingen. Zo moet hij informatie krijgen van de onderneming over bijvoorbeeld de toekomstperspectieven en de productiviteit, en advies geven aan de onderneming over zaken als de personeelspolitiek en de arbeidsorganisatie. Verder heeft de ondernemingsraad medebeslissingsrecht over bijvoorbeeld het arbeidsreglement, de data van de jaarlijkse vakantie of de dienstroosters. Zo is het voor werknemers mogelijk inspraak te hebben in de organisatie. 
Wie er in de ondernemingsraad zitting heeft, wordt bepaald door middel van sociale verkiezingen, die om de vier jaar georganiseerd worden door de vakbonden die in het bedrijf actief zijn.